# SEXY BOY 〜そよ風に寄り添って〜
『SEXY BOY 〜そよ風に寄り添って〜』（セクシーボーイ そよかぜによりそって）は、モーニング娘。29枚目のシングル。2006年3月15日に発売された。

## 概要
両手の人差し指を上に向けた「上上（うえうえ）」という振りが特徴的な楽曲。
センターは高橋愛、田中れいな。
メインボーカルは田中れいな、高橋愛、藤本美貴、久住小春、亀井絵里。
封入フライヤー『（ソッコーで上上!!）モーニング娘。「SEXY BOY 〜そよ風に寄り添って〜」ダンス大解剖!!』での振付解説は田中がモデルのイラストレーション。
ドリームモーニング娘。によるバージョンが存在しており、オリジナル版からは藤本美貴、小川麻琴、吉澤ひとみ、久住小春が参加している。
表題曲はストリップ劇場の演目で使われる事が多い。

## 収録曲
全作詞・作曲：つんく、全編曲：高橋諭一
1. SEXY BOY 〜そよ風に寄り添って〜
2. チャンス チャンス ブギ
3. SEXY BOY 〜そよ風に寄り添って〜（Instrumental）

## 参加メンバー
- 4期：吉澤ひとみ
- 5期：高橋愛、紺野あさ美、小川麻琴、新垣里沙
- 6期：藤本美貴、亀井絵里、道重さゆみ、田中れいな
- 7期：久住小春

## 参加ミュージシャン
- 高橋諭一 - プログラミング&ギター(1,2)
- 竹内浩明 - コーラス(1)
- つんく♂ - コーラス(1)
- CHINO - コーラス(2)

## 収録アルバム
- SEXY 8 BEAT
- モーニング娘。 ALL SINGLES COMPLETE 〜10th ANNIVERSARY〜